# Nestor Jost
Nestor Jost (Candelária, 10 de janeiro de 1917 — Rio de Janeiro, 9 de outubro de 2010) foi um empresário e político brasileiro.

## Biografia
Foi prefeito de São Lourenço do Sul em duas ocasiões a primeira de 15 de julho de 1940 até 17 de novembro de 1945 e a segunda de 12 de fevereiro de 1946 até 30 de novembro de 1946, também delegado no município em 1942, conciliando as duas funções.
Foi eleito e exerceu mandato de deputado estadual pelo PSD, para a 37ª Legislatura (1947 — 1951), de 1947 a 1951, sendo o líder da bancada do PSD na Assembleia Legislativa do Rio Grande do Sul.
Também foi eleito e exerceu o cargo de deputado federal de 1951 a 1959, foi presidente do Banco do Brasil de 17 de março de 1967 a 15 de março de 1974 e também ministro da Agricultura do Brasil no governo João Figueiredo, de 7 de março de 1984 a 15 de março de 1985.
Em 17 de junho de 2003 lhe foi concedido o título de de “Cidadão Sul-Lourenciano” pela Câmara Municipal de São Lourenço do Sul.

### Como prefeito de São Lourenço do Sul
Nestor Jost realizou várias obras quando exerceu o cargo de prefeito de São Lourenço do Sul, destacando-se entre elas a construção de ponte de concreto no Passo dos Baios (que infelizmente foi levada pela enxurrada de 2011). Em 1941 foram lavrados vinte e oito contratos para a construção de cinquenta estradas no interior do município. Construiu, em seu primeiro ano de mandato, mais de 2 mil metros de meios-fios nas calçadas, todos marginados por uma faixa de calçamento com pedra irregular para escoamento de águas da chuva. Também em 1941 criou catorze novas escolas, tornando-se, naquele ano, São Lourenço do Sul o quinto município no país e o segundo no Rio Grande do Sul em relação ao número de escolas criadas. A então praça Barão do Rio Branco - hoje chamada de Dedê Serpa, teve ajardinamento aperfeiçoado, chegando a receber bancos de cimento. Em 10 de novembro de 1942 foi instalada, solenemente, a Biblioteca Pública Municipal.